# Collections de l'université Bourgogne-Europe
Les collections de l'université Bourgogne-Europe se situent au sein de l'université Bourgogne-Europe, à Dijon. Elles sont conservées dans différentes unités de formation et de recherche, de même que sur d'autres sites. Ces collections sont les témoins de l'enseignement et de la recherche à l'université, et participent à sa richesse et son rayonnement sur le territoire.     

## Histoire
La construction de la faculté de droit a lieu en 1722 à Dijon, suivie par celle de la faculté de sciences et de lettres en 1808. Le nombre d'étudiants augmentant, la décision est prise de construire un campus sur la colline de Montmuzard, à la périphérie de la ville. Les enseignements y seront transférés en 1957. L'université prend progressivement conscience de la richesse de son patrimoine, certains objets datant des années 1808. C'est notamment sous l'impulsion de Michel Pauty, enseignant chercheur en physique à l'université, au cours des années 1980, que les instruments scientifiques de la faculté des sciences et techniques, issus de la recherche et de l'enseignement, ont commencé à être préservés au fil des années.  
Les contrats quadriennaux mis en place par le ministère de l’Enseignement supérieur et de la Recherche, dès 1991, concèdent un financement accru des missions liées au projet d’établissement, en lien avec la promotion de la culture scientifique et technique . Si, au départ, l'université avait pour mission de diffuser et de vulgariser la science auprès du public, c'est dans les années 2000, avec la création de la mission culture scientifique de l'université de Bourgogne, qu'un développement des actions de diffusion des sciences se met en place. Le recrutement d'un conservateur du patrimoine en 2006 permet une gestion coordonnée des différentes collections au sein des différents UFR. La mission Culture scientifique devient par ailleurs pilote de l'inventaire du patrimoine scientifique et technique contemporain en Bourgogne, en 2007, dans le cadre du réseau PATSTEC. 

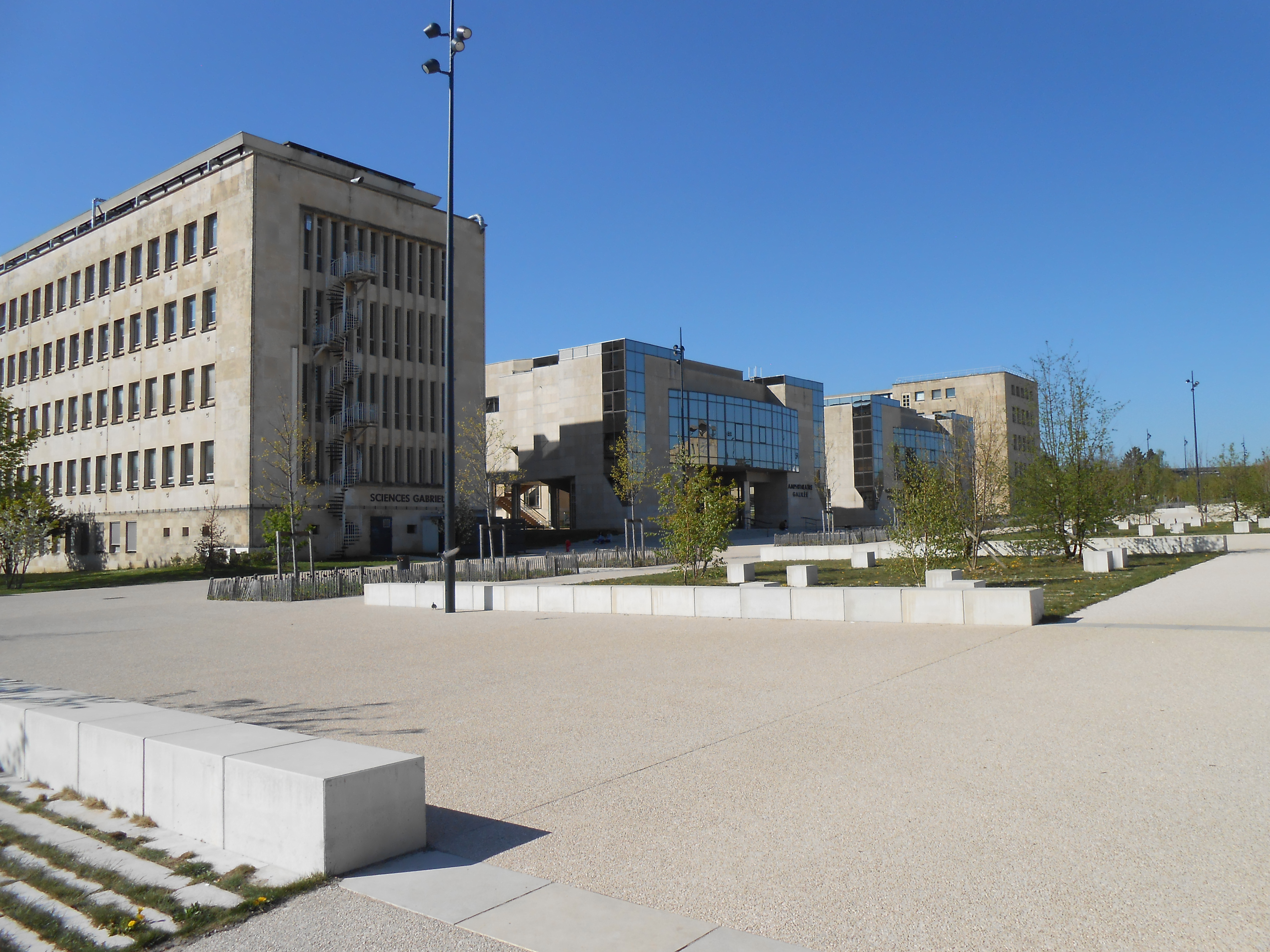
Bâtiment Gabriel - Esplanade Erasme, Dijon

## Collections scientifiques
Les collections de l'université sont réparties sur différents sites, comme en Sciences Gabriel, à l'UFR Sciences de santé, ou encore au bâtiment Mirande sur la colline Montmuzard. Elles sont considérées comme étant des ensembles patrimoniaux, eux-mêmes faisant partie de différents groupes, comme l'histoire naturelle (biologie animale, biologie botanique…) et d'autres sciences (chimie, physique…). Le terme d'« ensemble patrimonial » a été employé par l'Office de coopération et d'information des musées (OCIM) dans le cadre d'une enquête réalisée en 2010, s'attachant à recenser l'ensemble du patrimoine des universités du territoire français. Cette enquête a permis de constituer une photographie à un moment donné de l'état des collections des universités . D'autre part, ces collections sont en cours de constitution, car les laboratoires possèdent aujourd'hui des objets susceptibles d'être sauvegardés.

## Statut juridique des collections
Les collections de l'université de Bourgogne relèvent de la responsabilité de l'établissement, et peuvent recouvrir différents statuts, comme celui de collection de recherche, de collection patrimoniale ou de collection pédagogique. Si toutes ou presque peuvent prétendre à un intérêt patrimonial, voire un classement au titre des monuments historiques, c'est encore aujourd'hui rarement le cas au sein de l'université de Bourgogne. 
- Les collections de recherche acceptent que certains objets qui les composent soient utilisés pour la recherche et fassent l’objet de recherches intrusives voire destructives. Ces collections peuvent devenir des collections patrimoniales, et peuvent faire l'objet de publications scientifiques, ce qui leur donne une importance potentielle pour la recherche [3].
- Les collections patrimoniales peuvent faire l’objet de classement pour être totalement protégées de manipulations qui risqueraient d'abîmer les objets. La plupart sont cependant encore en voie de patrimonialisation à l'université.
- Les collections pédagogiques servent encore aujourd’hui à l’enseignement, les objets peuvent être manipulés dans le cadre de travaux pratiques par les chercheurs, mais aussi par les étudiants. Leur ancienneté leur confère toutefois un intérêt patrimonial.

Ces collections sont généralement acquises grâce au financement public, et appartiennent donc à l'université. Certains objets font partie du domaine privé, ce qui nécessite une démarche administrative en cas de vente ou de destruction des objets. En revanche, certains objets peuvent être affectés au domaine public ; dès lors ils deviennent inaliénables et imprescriptibles.

### Paléontologie et géologie

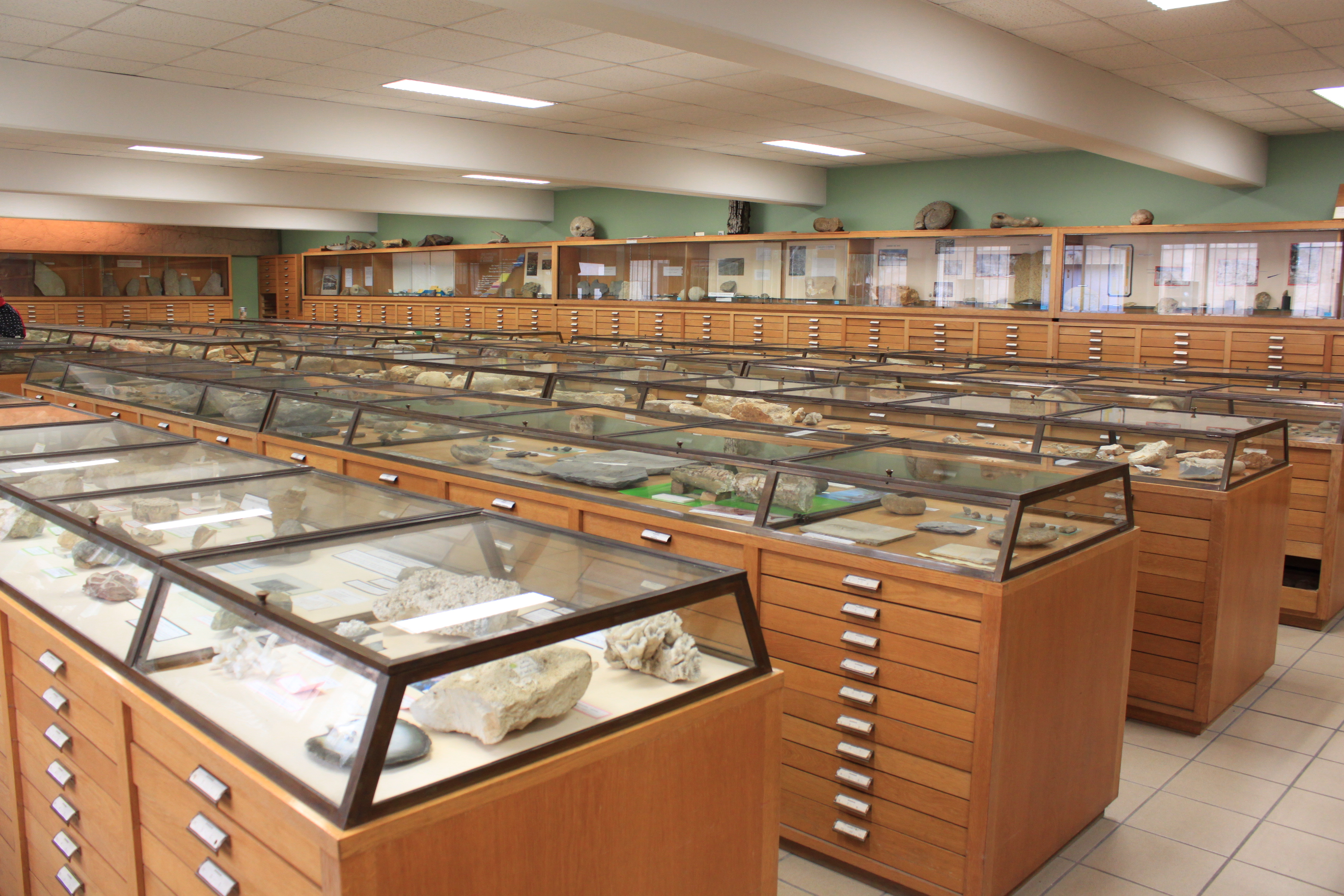
Salle accueillant les collections de paléontologie et géologie

Les collections de paléontologie et de géologie sont constituées de 950 000 spécimens en paléontologie et de 50 000 en géologie.
L'université conserve, au sein de la collection Collignon, sept mille spécimens d'invertébrés issus de l'île de Madagascar, dont des ammonites. Le général Marcel Collignon était féru de paléontologie, et a fait don de sa collection, issue de ses campagnes militaires, à l’université. Les spécimens doivent parfois être coupés en fines lamelles pour être analysés au microscope ; ces collections sont donc liées à l'activité de recherche. Depuis quelques années, grâce aux progrès de la technologie, il est possible de recourir à l'imagerie médicale et ainsi éviter de détruire certains spécimens .

### Collections pédagogiques

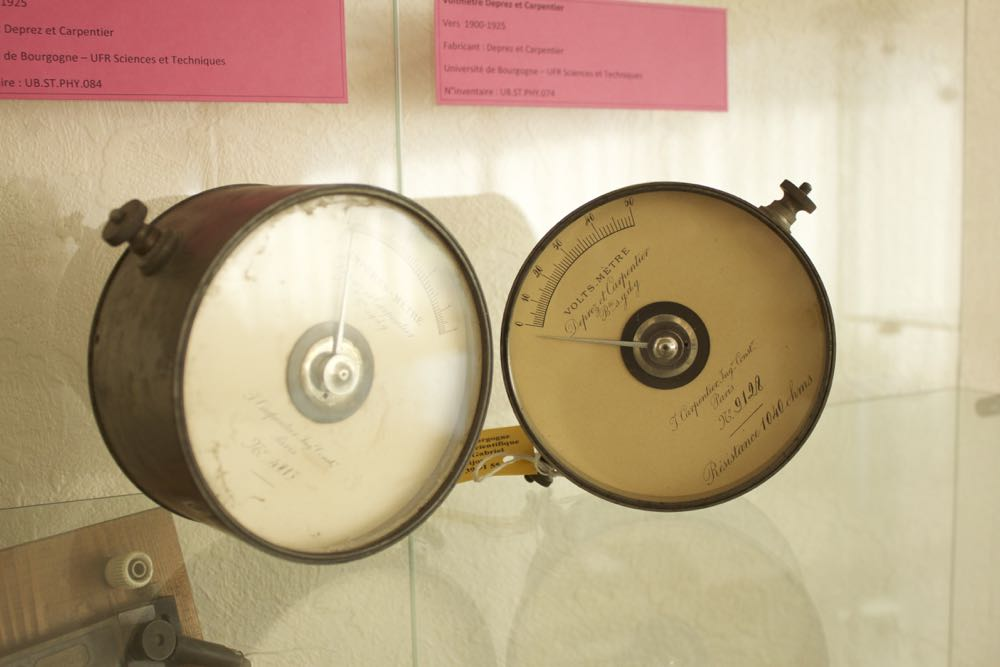
Deux voltmètres Deprez et Carpentier, entre 1900 et 1925 UFR Sciences et Techniques

On trouve des instruments de physique et de chimie au sein de l'UFR Sciences et Techniques. Quelques objets sont exposés dans la salle du conseil du bâtiment Mirande pour mieux rendre visible ces collections, normalement conservées dans une réserve inaccessible au public. Ces collections liées à l’enseignement de la physique et de la chimie, mais aussi à la recherche scientifique au sein des laboratoires, comportent à la fois des objets anciens du début du XIXe siècle, mais également des instruments de la toute fin du XXe siècle. Il s’agit dans ce cas d’instruments soit hors d’usage, soit dépassés par les performances de nouveaux instruments. Des prototypes complètent également cette collection et apportent un témoignage sur l’histoire de la recherche scientifique à l'université de Bourgogne.
Ces collections sont composées d’objets classiques (voltmètres, ampèremètres…), et présentent également quelques pièces rares comme la bi-lentille de Billet, du nom de son inventeur Félix Billet (1808 — 1882), professeur de physique à la faculté de Dijon, agrégé et docteur en physique. Il a notamment fabriqué des objets scientifiques nécessaires à son enseignement, et conçu la bi-lentille en parallèle d’un traité sur l’optique physique.
239 instruments ont été mis au dépôt au musée de la vie bourguignonne Perrin de Puycousin. C'est par l'action de Michel Pauty, ancien enseignant-chercheur en physique à l'université de Bourgogne, que ces objets ont été sauvés en 2002, et ce sur la demande du directeur de l'UFR Sciences et Techniques, Jean Pierre Dufour . Certains objets particuliers sont conservés, comme une balance à amortissement conçue par Pierre Curie ainsi qu'une balance piézoélectrique de Jacques et Pierre Curie ; des instruments encore utilisés au début du XXe siècle dans les laboratoires dijonnais .
L'actuelle école supérieure du professorat et de l’éducation de Dijon possède également une collection scientifique, issue de l’école normale d'Instituteurs de Dijon. Cette collection est constituée principalement d'instruments scientifiques utilisés pour l'enseignement et datant de la fin du XIXe siècle aux années 1980. On y trouve différents instruments de mesure, liés à l'étude de l'acoustique, de l'électricité statique et dynamique, à l'étude des forces et de la chaleur, utilisés dans le cadre de la préparation au baccalauréat. En outre, certains instruments ont été fabriqués au sein de l’école normale, peut-être dans le cadre de travaux pratiques et constituent des témoignages de l'histoire de l'enseignement.

### Biologie animale

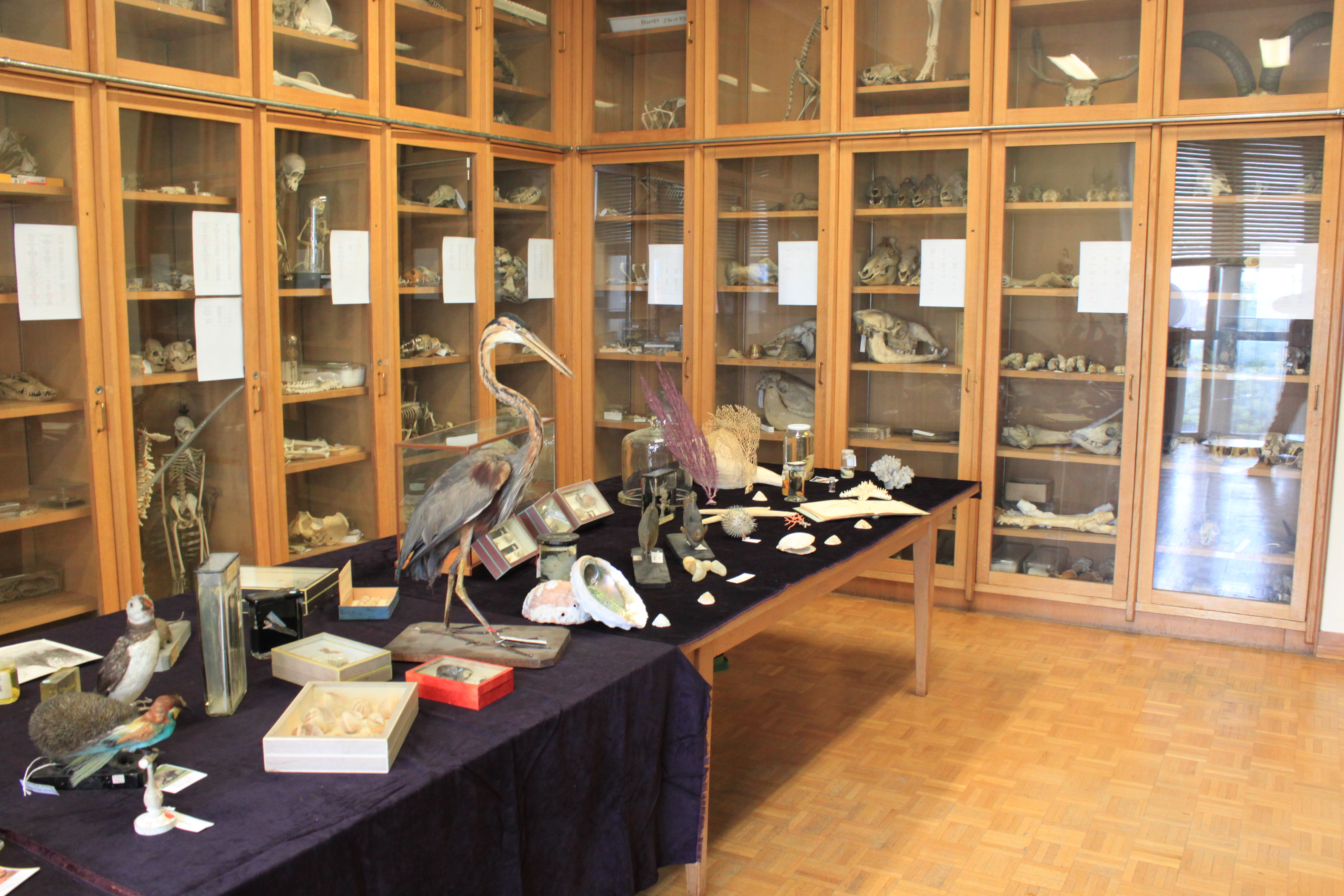
Quelques éléments des collections de biologie animale

Les collections zoologiques sont conservées à l'UFR Sciences vie, terre, environnement de l'université. Elles comportent des éléments variés, comme des animaux naturalisés, des spécimens conservés dans de l'alcool, des squelettes de mammifères et d'oiseaux, pour certains complets. Elles servent encore aujourd'hui comme support d'enseignement pour les étudiants en biologie. Ainsi, les animaux peuvent être étudiés à travers la notion de classification des espèces animales .
De nombreux spécimens se démarquent, et parmi ceux-ci un crâne de lion, remarquable de par ses qualités. C'est un crâne d'étude éclaté à la Beauchêne, et dont le nom des différents os est écrit à l'encre. Le travail est suffisamment précis pour en comprendre l'anatomie complète, et étudier l'irrigation sanguine dessinée à l'intérieur de la mâchoire .

### Sciences de santé
Les collections issues de l'enseignement de la médecine sont conservées au sein de l'UFR Sciences de santé, et comptent cinq cents pièces anatomiques. Ce sont des témoins de l'enseignement de l'anatomie comparée à l'université. Plusieurs moulages de cire représentant des organes y sont conservés, et sont encore aujourd'hui utilisés dans le cadre d'actions pédagogiques par des professeurs. Certains ont été réalisés en carton-pâte, en plastique, en plâtre, voire à partir d'os naturel. C'est en 1968 que le professeur Pierre Barry construit un espace pédagogique en exposant des pièces anatomiques manufacturées ou fabriquées par ses soins. En 2002, la salle est réaménagée au sein de l'UFR de médecine, et les collections sont désormais protégées par des vitrines. On y trouve des modèles anatomiques, montrant l'intérieur d'un œil, ou encore un modèle représentant un cerveau humain. Ces modèles sont démontables et utilisables dans le cadre de travaux pratiques .
Une collection de pots de pharmacie est en cours d'inventaire.

### Botanique
Des herbiers, ainsi que des planches murales, sont conservées à l'UFR Sciences vie, terre, environnement. Ces éléments permettent de mieux appréhender la structure d'une plante, sa taille et sa relation avec les autres plantes, à travers la classification végétale.
Des modèles de fleurs, au nombre de 200, sont utilisés dans le cadre de travaux pratiques concernant l'étude de la biologie végétale. En résine, en bois ou en papier mâché, ces modèles dits de « Brendel », ont été manufacturés en Allemagne et achetés par l'université dans les années 1920. Ces modèles sont démontables, permettant de découvrir l'intérieur de la morphologie florale par une manipulation de l'objet réel .

## Collections patrimoniales des bibliothèques universitaires
Les bibliothèques de l'université de Bourgogne abritent des collections patrimoniales, en lien avec toutes les disciplines, notamment scientifiques. Les documents en question (manuscrits, imprimés, images) sont signalés ("catalogués") pour la majeure partie d'entre eux. Les notices figurent dans le catalogue informatique public, accessible sur le site internet bu.u-bourgogne.fr. La consultation des documents en question s'effectue en BU droit-lettres, où ils ont été pour la plupart regroupés. Elle est contrôlée et soumise à des règles spécifiques. Il est conseillé de prendre contact au préalable.  
La constitution des collections remarquables suit le rythme de l’histoire. Un décret impérial (1808) attribue les biens meubles des académies à l'Université impériale. À la suite d’un procès, la bibliothèque de l'Académie des sciences, art et belles lettres de Dijon devient propriété de l’université, à l’exception des manuscrits et doubles des imprimés (décision de 1846). Cet ensemble constitue le noyau ancien des collections patrimoniales. D'autres provenances dijonnaises significatives sont à souligner : ancienne école de médecine, école des beaux-arts, lycée impérial Carnot... Grand Séminaire, à l’occasion de la loi de 1905. Le musée d’art de l’université de Bourgogne, initialement constitué de moulages, de tirages photographiques et de milliers de plaques de verre, permettait d’enseigner l’histoire de l’art mondial et bourguignon par projection, à l’aide d’une lanterne magique, au début du XXe siècle. Une partie des photographies et des plaques de verre seules a été préservée. Plus proches de nous, quelques ouvrages estampillés du cachet d’« Alfred Rosenberg : Spende für die Deutsche Wehrmacht 1939/41 » témoignent d’une histoire récente, à l’origine probablement un don de l’idéologue nazi à une Soldatenbücherei, comme on en trouve d’autres exemples en bibliothèque universitaire (BIU de Montpellier).
Des particuliers ont également laissé leur nom à des ensembles d'ouvrages aujourd'hui conservés à la bibliothèque universitaire. Ainsi François Devosge, fondateur et professeur de l'école de dessin de Dijon (1767) lègue en 1844 sa collection de livres et d’estampes, poursuivie par son fils Claude, à la ville de Dijon. Par décision du musée, elle est partagée en 1924 entre trois établissements, le musée, la bibliothèque municipale et la bibliothèque universitaire. Autre exemple, Georges Chevrier, professeur d’histoire du droit à l’université, dont la bibliothèque spécialisée est léguée (1973 et 1974). Ces enrichissements d’enseignants-chercheurs se poursuivent, comme en témoigne la bibliothèque spécialisée littéraire de Jean-Pierre Collinet, entrée en 2011. Le fonds d’éditeur de poésie Guy Chambelland (1927-1996), la bibliothèque personnelle littéraire de Jean Gorin (1899-1981), complètent cette collection de littératures.
Enfin les acquisitions courantes effectuées aux XIXe et XXe siècles ont apporté leur lot d'éditions rares et/ou remarquables, certaines considérées au fil du temps comme constitutives du "patrimoine écrit".
Parmi les documents significatifs, on peut par exemple citer l’imprimé le plus ancien conservé par la bibliothèque universitaire, un de ses trois incunables : le Sophologium (1477, cote 6115). Il est imprimé par trois compagnons allemands, Friburger et ses deux ouvriers, Gering, Crantz, qui répondent à l’appel de la Sorbonne d’ouvrir la première imprimerie en France. Il figure donc parmi les tout premiers ouvrages imprimés. Tout aussi rare, un placard de thèse imprimé sur soie (1639, cote 202), qui célèbre la puissante famille des Condé, gouverneurs de Bourgogne, laquelle donne son appui, décisif, pour la création de l’université de Dijon (17 avril 1722) et constitue son protecteur. Dans ce droit fil, on consultera avec fruit les Edits et reglements pour l’université de Dijon, imprimés en 1744 par Antoine De Fay, imprimeur de l’université, qui sont conservés à la cote 62312. Figure locale, Buffon est présent dans les collections universitaires via de nombreuses éditions, de son vivant ou posthumes. On retiendra en particulier l’Histoire naturelle des oiseaux (1765-1783), recueil de 1005 planches mises en couleur au sein de l’imprimerie royale (cote 5610, http://collections-rares.u-bourgogne.fr/oiseaux/). Peut figurer également un des rares exemplaires complets de l'Atlas photographique de la Lune (1896-1910, cote 8086, http://collections-rares.u-bourgogne.fr/mecaceleste/), réalisé par Maurice Lœwy et Pierre Puiseux, constitué de nombreuses et remarquables planches, qui permit à l'époque d'invalider l'hypothèse d'une activité volcanique sur la lune. La qualité des photographies fera référence jusque dans les années 1960.

## Collections artistiques
Le patrimoine artistique contemporain de l'université est composé aussi bien d’œuvres discrètes que d’œuvres monumentales, qui se fondent dans l'architecture globale du campus. C'est sous l'impulsion du 1 % artistique que ce patrimoine sera révélé au public universitaire. 

### 1% artistique
Dès 1936, un projet de loi est établi en faveur des artistes plasticiens, qui font face à un manque de commandes publiques. Il est déclaré que chaque construction mise en œuvre par l’État verra 1 % de son budget initial alloué à la création d’œuvres sculpturales, visant à élever l'intérêt esthétique de l'édifice. L'université étant un service public, elle pouvait dès lors être concernée. Ce n'est cependant qu'en 1951, puis 1975, qu'un cadre est défini pour cette loi. En premier lieu, c'est l'architecte qui choisit les artistes, le projet retenu étant proposé au conseiller artistique régional ou à la commission nationale du 1 %. De nouvelles procédures voient le jour en 1981 en ce qui concerne la commande publique, alourdissant les contraintes financières. 
Les premiers bâtiments de l'université de Bourgogne, créés dans les années 1960, s'accompagnent de sculptures néo-classiques, comme les allégories de L'Enseignement et de La Recherche, d'Hubert Yencesse, et situées devant la faculté des Sciences, bâtiment Gabriel. C'est cependant par l'action de Serge Lemoine, alors conseiller artistique pour la DRAC de Bourgogne, que le campus va se doter d’œuvres d'art plus contemporaines, dont voici quelques exemples.

### Exemples d’œuvres

#### Hommage à Jacques Monod, de Gottfried Honegger, 1975, esplanade Érasme
Gottfried Honegger est un artiste suisse. Il réalise en 1975 son Hommage à Jacques Monod. Il s'agit d'une sculpture monumentale, située devant l’entrée de la faculté de Médecine et de Pharmacie. Des dégradations intentionnelles ayant eu lieu à son encontre, elle a été déplacée sur l'esplanade Érasme en 1976, et restaurée en 2003. Cette structure en acier inoxydable est née du hasard, grâce à des programmes informatiques. L'œuvre est unique, puisque sur 6 720 combinaisons possibles, une seule a été retenue. Le titre est un hommage au travail de Jacques Monod, prix Nobel de médecine, d'après son ouvrage intitulé Le hasard et la nécessité. 

#### Liquid Knowledge, de Haegue Yang, 2013, Maison des sciences de l'Homme
Haegue Yang est une artiste coréenne. Son œuvre, Liquid Knowledge, fait suite à la construction du bâtiment de la maison des Sciences de l'homme sur le campus, inauguré en 2011. Elle est visible dans l'atrium. On remarque que les stores vénitiens qui la composent s'étendent sur cinq niveaux. Selon le passage de la lumière et du déplacement du spectateur, l’œuvre symbolise les ponts possibles entre les différentes disciplines enseignées à la maison des Sciences de l'homme .

### Programme PATSTEC
Depuis 2007, la Mission Culture Scientifique est pilote de la Mission nationale pour la sauvegarde du patrimoine scientifique et technique contemporain en Bourgogne, en partenariat avec le Conservatoire national des arts et métiers, pour mener à bien l'inventaire des collections. Priorité a d'abord été donnée aux objets spécifiques à la recherche en Bourgogne, comme les prototypes et autres objets fabriqués en interne. Ce sauvetage d'urgence n'a cependant pas exclu certaines collections anciennes. Enfin, deux axes principaux ont été déterminés, des thématiques comme la vigne et le vin, ainsi que les prototypes dont l'université s'engage à conserver le plus possible d'objets en lien avec ces axes.

### Autres inventaires existants
Le laboratoire Biogéosciences de l'université de Bourgogne a produit un projet nommé Trans’Tyfipal . C'est un inventaire national qui concerne les types et figurés paléontologiques conservés dans les universités et musées en France. L'université est en tête de réseau, et rassemble les données éparpillées sur l'ensemble du territoire par un partenariat avec des fournisseurs. Le site internet donne accès à une base de données, permettant d'inventorier les collections spécifiques à la paléontologie.
Le programme e-ReColNat , auquel participe l'université, permet d'accéder à une base de données, une banque d'images permettant d'inventorier les collections de biologie, comme les collections de botanique.